# Ligne de tramway 371/1
La ligne 371/1 est une ancienne ligne de tramway du réseau de Courtrai de la Société nationale des chemins de fer vicinaux (SNCV) qui a fonctionné entre le 20 février 1912 et le 3 décembre 1942.

## Histoire
Les essais se déroulent le 13 février 1912 puis la ligne est mise en service en traction vapeur le 20 février 1912 entre la gare de Courtrai (Station-État) et Vichte Terminus (nouvelle section Courtrai Place Louis Robbe - Vichte Terminus, capital 166) , l'exploitation est assurée par l'Intercommunale de Courtrai (IC),,.
Au cours de la Première Guerre mondiale, le trafic est interrompu le 1er juillet 1917, il reprend après-guerre le 12 décembre 1919.
Le 31 janvier 1922 a lieu l'inauguration de l'extension entre Vichte Station (anciennement Terminus) et la gare de Berchem (Station-État) (nouvelle section, capital 166) ,.
En 1927, la SNCV reprend en propre l'exploitation des lignes exploitées par l'Intercommunale de Courtrai (IC).
Le 27 mars 1933 la ligne est limitée de la gare de Courtrai à Deerlijk Place à la suite de l'électrification de cette section et la mise en service d'une nouvelle ligne puis le 19 août 1933 elle est à nouveau limitée de Deerlijk Place à la nouvelle Station où elle donne correspondance à la ligne électrique de et vers Courtrai .
La ligne est supprimée le 3 décembre 1942, les voies entre Deerlijk Station et Berchem Station-État sont par la même occasion fermées à tout trafic. Elle est remplacée à cette date ou après-guerre par une ligne d'autobus.

## Infrastructure

### Dépôts et stations
Nom : (gare) : quand le dépôt ou la station est accolé ou proche d'une gare.
Type : D : dépôt , S : station , Sf : si la station sert de gare douanière à la frontière , Sp : si la station est établie dans un bâtiment privé le plus souvent un café ou plus rarement une habitation privée.
| Illustration | Nom     | Type | Commune | Localisation                | État          | Remarques |
| ------------ | ------- | ---- | ------- | --------------------------- | ------------- | --------- |
|              | Berchem | D    | Berchem | 50° 47′ 27″ N, 3° 30′ 56″ E | Hors service. |           |

Autres dépôts utilisés par la ligne situés sur le reste du réseau ou des lignes connexes : Courtrai.

## Exploitation

### Horaires
Tableaux :
- 371 en 1931, numéro partagé en 1934 avec la ligne électrique D[6],[7].